# Bandeira da Carolina do Norte

Bandeira da Carolina do Norte

Bandeira de 1861

A bandeira da Carolina do Norte é definida assim por lei:
| “ | A bandeira da Carolina do Norte deve consistir no azul-união, contendo no centro por conseguinte uma estrela branca com a letra N em dourado na esquerda e a letra C em dourado na direita da estrela mencionada, o círculo contendo um terço da mesma largura da união. A abertura dianteira da bandeira deve consistir em duas barras igualmente proporcionais; a barra de cima deve ser vermelha, a barra de baixo deve ser branca; o comprimento das barras horizontalmente devem ser iguais ao comprimento perpendicular da união, e o comprimento total da bandeira deve ser um terço maior que a sua largura. Em cima da estrela, no centro da união, deve haver um pergaminho em forma semi-circular, contendo em letras pretas esta inscrição: "May 20th, 1775" e embaixo da estrela deve haver um pergaminho similar contendo em letras pretas a inscrição: "April 12th, 1776". | ” |

A legislatura do estado adotou esta bandeira em Março de 1885, para substituir a bandeira do estado adotada em 22 de junho de 1861, imediatamente após a secessão do estado da União em 20 de maio de 1861. O espaço vermelho da bandeira antiga foi substituído pelo azul em memória da Bonnie Blue Flag, a qual foi usada como um símbolo da secessão durante a guerra.
Leva as datas da Declaração de Independência de Mecklenburg (alegadamente 20 de maio de 1775 - embora haja atualmente um grande consenso entre os historiadores que tal nunca ocorreu) e das Resoluções de Halifax (12 de abril de 1776), documentos que terão posto a Carolina do Norte à frente do movimento de independência americano. Ambas as datas também aparecem no Selo da Carolina do Norte.